# Kamenický potok
Kamenický potok är ett vattendrag i Tjeckien. Det ligger i den centrala delen av landet, 28 km sydost om huvudstaden Prag.